# Кран-Монтана
Кран-Монтана (фр. Crans-Montana) — місто  в Швейцарії в кантоні Вале, округ Сьєр.

## Географія
Місто розташоване на відстані близько 75 км на південь від Берна, 13 км на північний схід від Сьйона.
Кран-Монтана має площу 59,7 км², з яких на 10% дозволяється будівництво (житлове та будівництво доріг), 27,5% використовуються в сільськогосподарських цілях, 32,5% зайнято лісами, 30% не є продуктивними (річки, льодовики або гори).

## Демографія
2019 року в місті мешкало 10 365 осіб (-1,6% порівняно з 2010 роком), іноземців було 36,8%. Густота населення становила 174 осіб/км².
За віковим діапазоном населення розподілялося таким чином: 16,5% — особи молодші 20 років, 58,7% — особи у віці 20—64 років, 24,7% — особи у віці 65 років та старші. Було 4515 помешкань (у середньому 2,1 особи в помешканні).
Із загальної кількості 4846 працюючих 150 було зайнятих в первинному секторі, 683 — в обробній промисловості, 4013 — в галузі послуг.